# Mazurivka, Jîdaciv
Mazurivka (în ucraineană Мазурівка) este un sat în comuna Liubșa din raionul Jîdaciv, regiunea Liov, Ucraina.

## Demografie
Componența lingvistică a localității Mazurivka
     Ucraineană (100%)
Conform recensământului din 2001, toată populația localității Mazurivka era vorbitoare de ucraineană (100%).